# Thibault Damour
Thibault Damour (Lyon, 7 de fevereiro de 1951) é um físico francês.

## Controvérsia científica pública
Em 5 de novembro de 2018, Thibault Damour respondeu a uma pergunta em uma de suas conferências sobre o trabalho de Jean-Pierre Petit (en) sobre o modelo cosmológico bimétrico de Janus (fr). Damour argumenta que o modelo de Janus não teria nenhuma base matemática e que, portanto, "não é nem mesmo falso", porque não derivaria de nenhuma ação, de nenhuma derivação lagrangiana. Petit respondeu no episódio 26 da série de vídeos Janus no YouTube, lembrando-lhe que Janus estava bem fundamentado numa derivação lagrangiana publicada em 2015.
Em 4 de janeiro de 2019, Damour publicou no site da IHES uma revisão crítica de 7 páginas das equações de campo do modelo de Janus. Esta revisão recebeu pareceres científicos de Nathalie Deruelle (fr), bem como de Luc Blanchet (fr). 
Em 13 de março de 2019, Petit publicou um apêndice científico de 54 páginas analisando as críticas de Damour, Blanchet e Deruelle. O modelo Janus é especificado: evolui ligeiramente para respeitar as identidades de Bianchi. Agora o modelo de Janus é descrito como derivando de uma ação de acordo com o método variacional. Tem uma nova diversão Lagrangiana. Estes refinamentos do modelo, habituais na física, não põem em causa os resultados obtidos anteriormente em relação às observações astronómicas. Esta atualização do modelo Janus é validada por uma nova publicação científica.